# Lord-Howe-Gerygone
Die Lord-Howe-Gerygone (Gerygone insularis), auch als Lord-Howe-Graubuschpfeifer bezeichnet, ist eine ausgestorbene Vogelart aus der Familie der Südseegrasmücken (Acanthizidae). Sie war auf der Lord-Howe-Insel in der Tasmansee endemisch und galt zeitweise als Unterart der Maorigerygone (Gerygone igata).

## Merkmale
Die Lord-Howe-Gerygone erreichte eine Größe von 12 Zentimetern. Der Oberkopf war einheitlich braun. Die Ohrdecken waren hellgrau. Ein kleiner Augenbrauenstrich erstreckte sich oberhalb der Zügel. Um die rosa Iris verlief ein hellgrauer Augenring. Kinn und Kehle waren ebenfalls hellgrau mit einem schwachen gelblichen Anflug. Der Hals und die Oberseite waren braun. Am Bürzel ging die Färbung in ein gelblichbraun über. Die Kehle war hellgrau-weiß mit einer gelblichen Tönung. Der Bauch war kräftig strohgelb. Der Schwanz war an der Basis olivbraun und ging zum Schwanzende hin in ein schwarz über. Die vier äußeren Schwanzfedernpaare zeigten nahe der Schwanzspitzen weiße Flecken. Der Unterschwanz war weiß. Der Schnabel war grau-schwarz. Die Beine und die Füße waren blau-grau.

## Lebensweise
Über die Lebensweise der Lord-Howe-Gerygone ist fast nichts bekannt geworden. Von den Insulanern wurde sie als „rainbird“ (Regenvogel) bezeichnet, da sie besonders nach Regenfällen aktiv war.

## Aussterben
Bei ihrer Entdeckung wurde die Lord-Howe-Gerygone als ziemlich häufig beschrieben. Während einer Rattenplage, die sich ab 1918 auf der Lord-Howe-Insel ausbreitete, wurden die Bestände so drastisch dezimiert, dass diese Art 1928 zum letzten Mal nachgewiesen wurde. Bei einer Suche im Jahre 1936 konnte die Lord-Howe-Gerygone nicht wiederentdeckt werden.

## Systematik
Die Taxonomen Richard Schodde und Ian J. Mason klassifizierten die Lord-Howe-Gerygone 1999 als Unterart der Maorigerygone, nachdem aber der Ornithologe Julian Ralph Ford 1986 darlegte, dass die Lord-Howe-Gerygone näher mit der Fächerschwanz-Gerygone (Gerygone flavolateralis) und der Mangrove-Gerygone (Gerygone levigaster) verwandt ist, wird sie in aktuellen Systematiken (Christidis & Boles 1994; Higgins & Peter 2002) als eigenständige Art Gerygone insularis anerkannt.